# مطار هامي ييتشو
مطار هامي (بالإنجليزية: Hami Airport)‏ و(بالصينية: 哈密机场) (إياتا: HMI، إيكاو: ZWHM) مطار عسكري/عام يقع بمدينة Hami City في شينجيانغ في الصين. يبلغ طول المدرج 2400 م ويرتفع عن سطح البحر 824 م.

## شركات الطيران والوجهات
| شركـات طيـران          | الوجهات |
| ---------------------- | --- |
| طيران الصين            | مطار بكين العاصمة الدولي، مطار تشنغدو تيانفو الدولي، مطار شيهيزي هوايوان                                                             |
| طيران الصين اكسبرس     | مطار أقسو هونغكيبو، مطار باوتو دونغي، مطار تشونغتشينغ جيانغبى الدولي، مطار كورلا ليتشنغ، مطار لانتشو تشونغ تشوان، مطار شينينغ الدولي |
| خطوط جنوب الصين الجوية | مطار قوانغتشو باييون الدولي، مطار تشنغتشو الدولي                                                                                     |
| خطوط تيانجين الجوية    | مطار تاشيهينغ قيانتشوان، مطار أورومتشي ديوبو الدولي، مطار شيان شيانيانغ الدولي                                                       |

## وصلات خارجية
- http://www.flightstats.com/go/Airport/airportDetails.do?airportCode=HMI